# EVC (Connecteur)
Pour les articles homonymes, voir EVC.

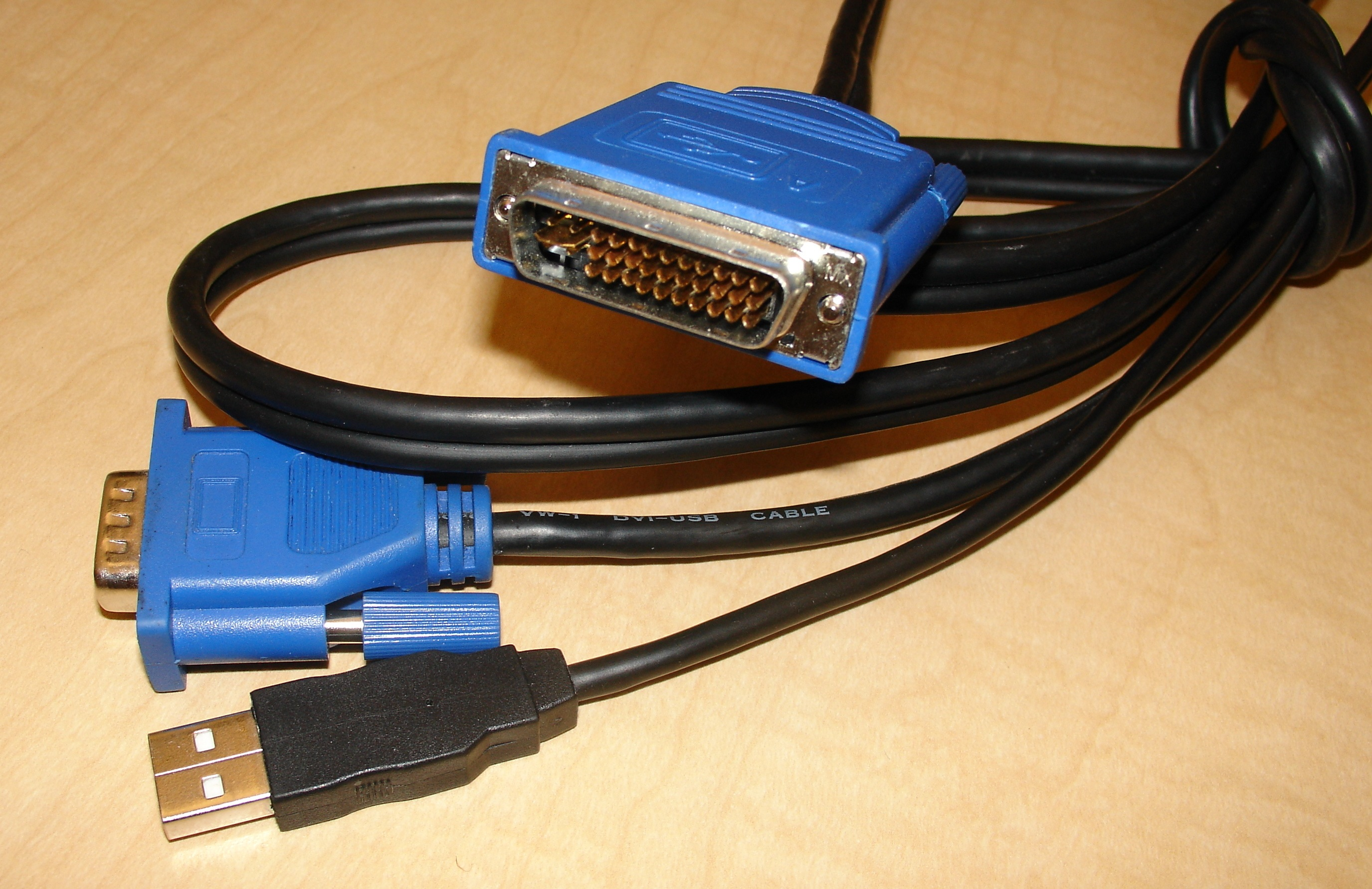
Un connecteur M1-A VESA

Le connecteur EVC (enhanced video connector) est un standard VESA qui n'est jamais devenu populaire. Il était prévu pour réduire le nombre câbles sur le bureau en les combinant dans un câble unique et en utilisant le moniteur comme un point central de connexion. Le câble EVC incorporant la vidéo VGA, audio, FireWire et USB. Le connecteur a été postérieurement rebaptisé P*D-A.